# Stora Rönnåstjärnen
Stora Rönnåstjärnen är en sjö i Ockelbo kommun i Gästrikland och ingår i Testeboåns huvudavrinningsområde.